# Mudejarstijl

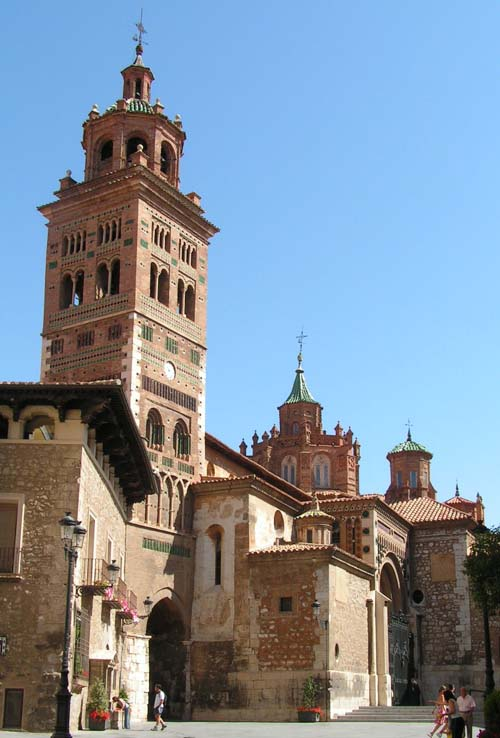
Toren van de Kathedraal van Santa María de Mediavilla in Teruel

De mudejarstijl (Spaans: estilo mudéjar) komt uitsluitend voor in Spanje en Portugal en is te omschrijven als een kunststijl waarin moslim- en christelijke kunstvormen zijn verweven. Ze is het resultaat van het samengaan van twee artistieke tradities, namelijk de islam-traditie enerzijds en de christelijke traditie anderzijds.

## Ontstaansgeschiedenis

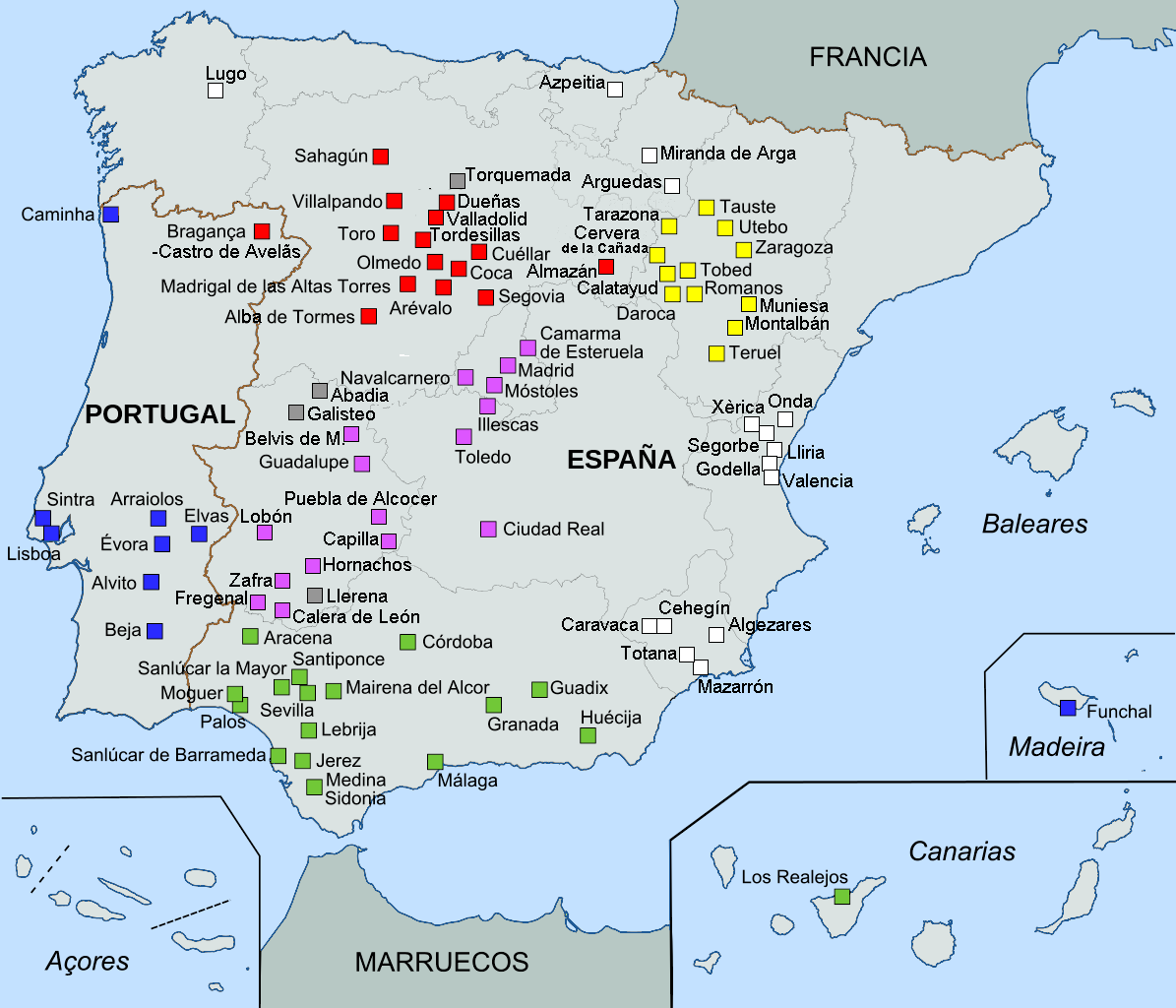
Locaties in Spanje en Portugal waar men mudejarkunst kan vinden

De mudejarkunst is ontstaan in het middeleeuwse Spanje en dient gezien in de specifieke historische context van dat land in die periode.
Spanje kende islamaanwezigheid en –overheersing van 711 tot 1492. Oorspronkelijk was na de verovering alleen de noordelijke provincie Asturië in christelijke handen. Vanaf de 11e eeuw verzwakte de macht van de moslimvorsten. Bij de Reconquista - vanaf de 2e helft van de 11e eeuw - heroverden christelijke vorsten moslimgebieden. Er ontstonden alzo, in de periode 11e tot 15e eeuw, een aantal christelijke koninkrijkjes op het huidige Spaanse grondgebied. Naar inspiratie van de islamitische dhimmi's werd aan de lokale moslimbevolking vaak een vorm van godsdienstvrijheid en bescherming geboden. Daarbij speelden economische en financiële factoren een rol. De moslims waren vaak ambachtslieden of landbouwers en hun kennis en werkkracht kon gebruikt worden.
Zoals tijdens de moslimoverheersing de christenen (de zogenaamde Mozaraben) schatplichtig waren aan de moslimautoriteiten dienden nu de moslims (de mudejaren) belasting te betalen aan de christelijke koningen.
Naast de politieke en sociale gevolgen van deze heroveringsoorlogen ontstonden ook culturele contacten tussen christenen en moslims. Deze contacten liggen aan de basis van de mudejarstijl.
Er ontwikkelde zich een mudejararchitectuur en eveneens een mudejarsierkunst en -literatuur en dit vooral in de periode midden 13e eeuw – einde 15e eeuw (250 jaar).
Gezien de mudejarperiode samenvalt met deze van de reconquista en de aanwezigheid van een christelijke autoriteit is de mudejararchitectuur vooral terug te vinden in door de vorsten gebouwde kastelen en in christelijke kerkgebouwen.

## Voornaamste kenmerken

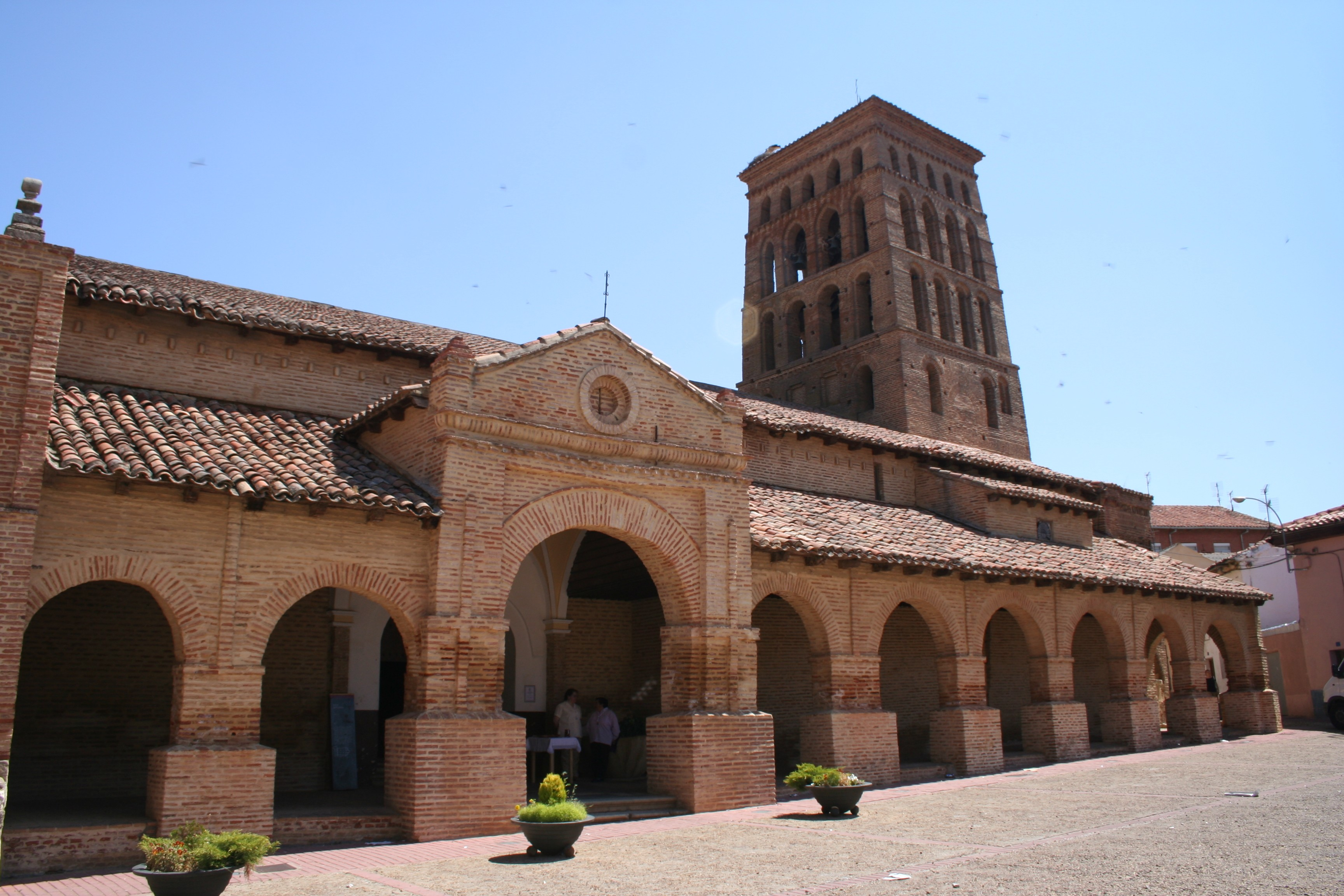
Bakstenen kerk San Lorenzo in Sahagún

Als voornaamste kenmerken van de mudejararchitectuur zijn het gebruik van baksteen en de constructie van hoefijzervormige bogen te vermelden.
De aanwezigheid van een opeenvolging van blinde bogen en boogjes evenals deze van arabesken is typisch mudejar.
Voor de interieurdecoratie werd gebruikgemaakt van stucwerk, van keramiek onder de vorm van azulejos, van houten plafonds met inlegwerk.

## Voorbeelden
Mudejararchitectuur en Mudejarkunst is op veel plaatsen in Spanje te bewonderen.
Voorbeelden zijn:
- Het Real Alcázar in Sevilla (Andalusië) werd gebouwd onder Pedro I in de 14e eeuw met hoefijzervormige bogen, bewerkte houten plafonds, sierpleisterwerk en azulejos; het stadspaleis Casa de Pilatos dat een mengvorm is van Spaanse mudejar en Italiaanse renaissance.
- De kapel San Bartolomé in Córdoba (Andalusië) werd gebouwd tussen 1399 en 1410.
- De koninklijke collegiale kerk Santa María la Mayor in Antequera heeft een gewelf (straalkapel) in gotische mudejarstijl en het plafond is in houtsnijwerk (artesonado) vervaardigd.
- De gotische mudejarkerk Santa María del Soterraño in Aguilar de la Frontera (Andalusië) dateert uit 1530.
- De gotische mudejarkerk van la Asunción in Priego de Córdoba (Andalusië) werd in 1525 voltooid.
- De gotische mudejarkerk Santa María de la Granada in Niebla (Andalusië).
- Het Santa Claraklooster in Moguer (Andalusië) heeft een mudejarkloostergang; de kapel van het Hospital del Corpus Christi heeft een gotische mudejarapsis.
- Het klooster van La Rábida in Palos de la Frontera (Andalusië) heeft een mudejarkerk en een mudejarkloostergang uit de 15e eeuw; de gotische mudejarkerk San Jorge en de Fontanilla, een openbare fontein beschermd door een 13e-eeuws vierkant mudejartempeltje.
- Het klooster van Guadalupe (Extremadura), 14e-eeuws van oorsprong: de kloostergang is in mudejarstijl opgetrokken.
- De mudéjararchitectuur van Aragón in onder meer Zaragoza (de Aljafería), Teruel (de Kathedraal van Santa María de Mediavilla), Tarazona en Calatayud staat op de Werelderfgoedlijst.
- Het Klooster van Sant Jeroni de Cotalba (Valencia) 14e-eeuws van oorsprong: de kloostergang is in mudejarstijl opgetrokken.
- Het Santa Claraklooster in Tordesillas (Castilië en León) vertoont sierpleisterwerk, azulejos en gelobde en hoefijzervormige bogen, het plafond van de kapel is in houtsnijwerk (artesonado) vervaardigd.
- De romaanse mudejarkerken in Toro (Castilië en León), inzonderheid San Salvador de los Caballeros.
- De romaanse mudejarkerken in Sahagún (Castilië en León), inzonderheid San Tirso en San Lorenzo.
- Heel wat kerken in Arévalo (Castilië en León) bevatten mudejarelementen, inzonderheid de Santa María la Mayor; de Ermita de la Lugareja even buiten de stad dateert uit de 12e eeuw en wordt beschouwd als een van de belangrijkste Spaanse mudejarbouwwerken.
- De kerk San Nicolás de Bari in Sinovas, in de buurt van Aranda de Duero (Castilië en León), bezit een van de meest belangwekkende plafonds in houtsnijwerk (artesonado).
- Het kasteel van Coca (Castilië en León) werd in de 15e eeuw in gotische mudejarstijl opgetrokken.
- De synagoge Santa María la Blanca in Toledo (Castilië-La Mancha) dateert uit de 12e eeuw; de kerken San Román en Santiago del Arrabal uit de 13e eeuw; Santo Tomé en de Puerta del Sol uit de 14e eeuw; de apsis van de ermita Cristo de la Luz.

## Afbeeldingen

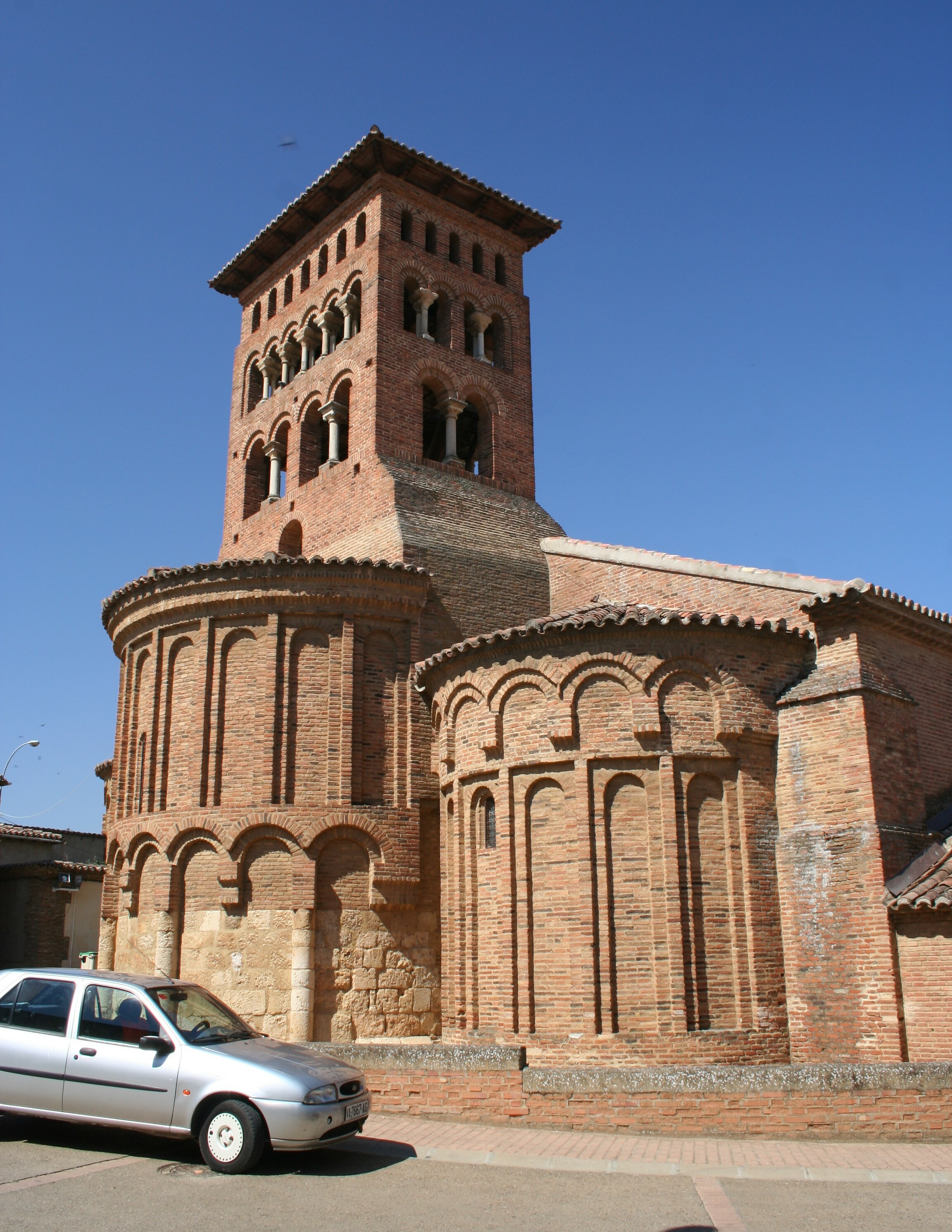
San Tirso in Sahagún
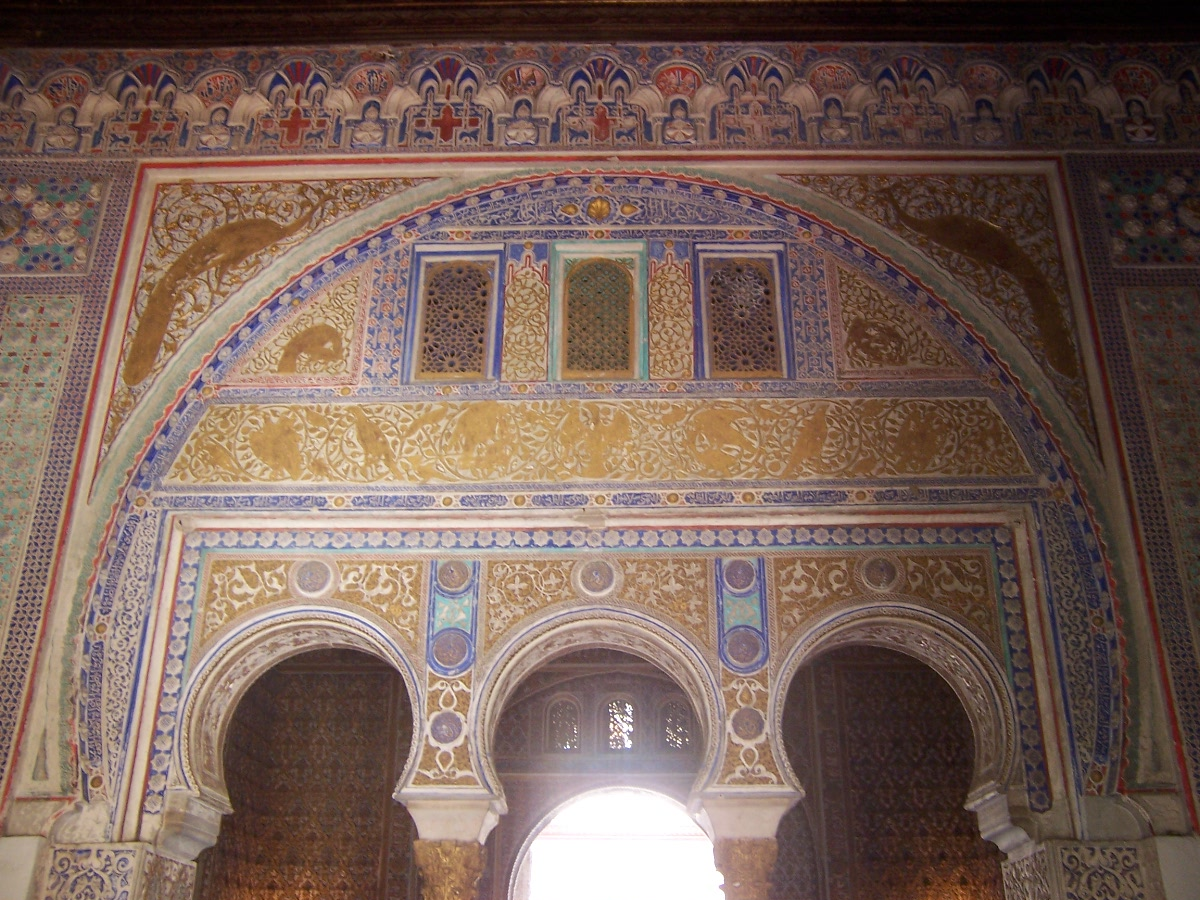
Real Alcázar in Sevilla
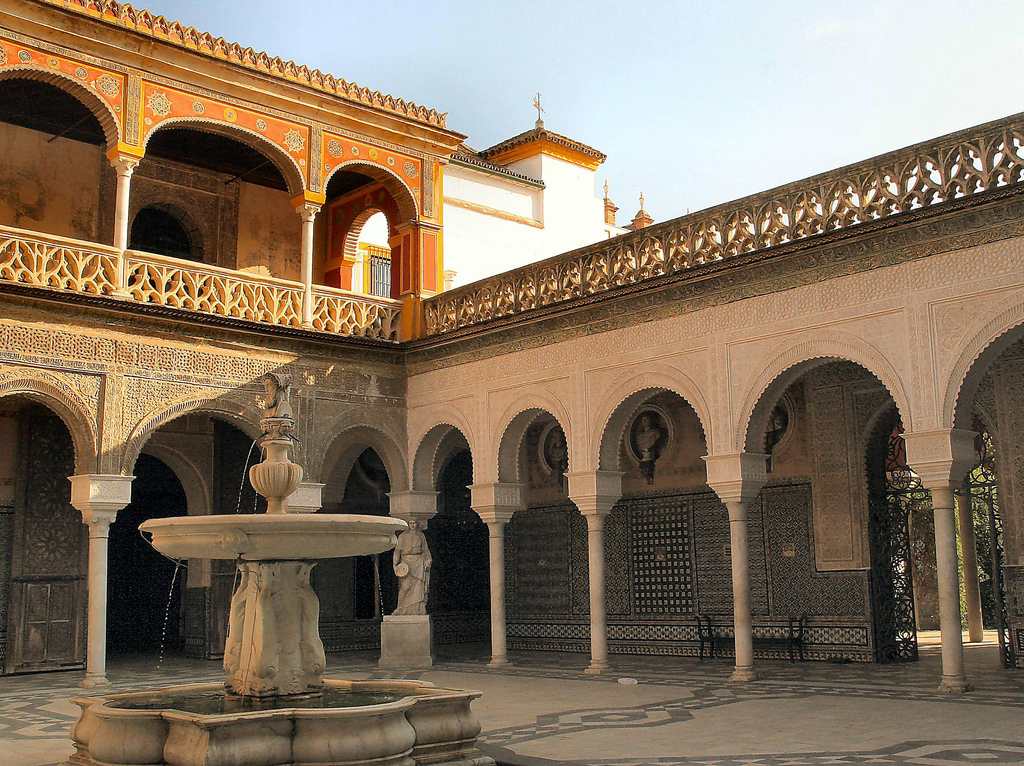
Casa de Pilatos in Sevilla
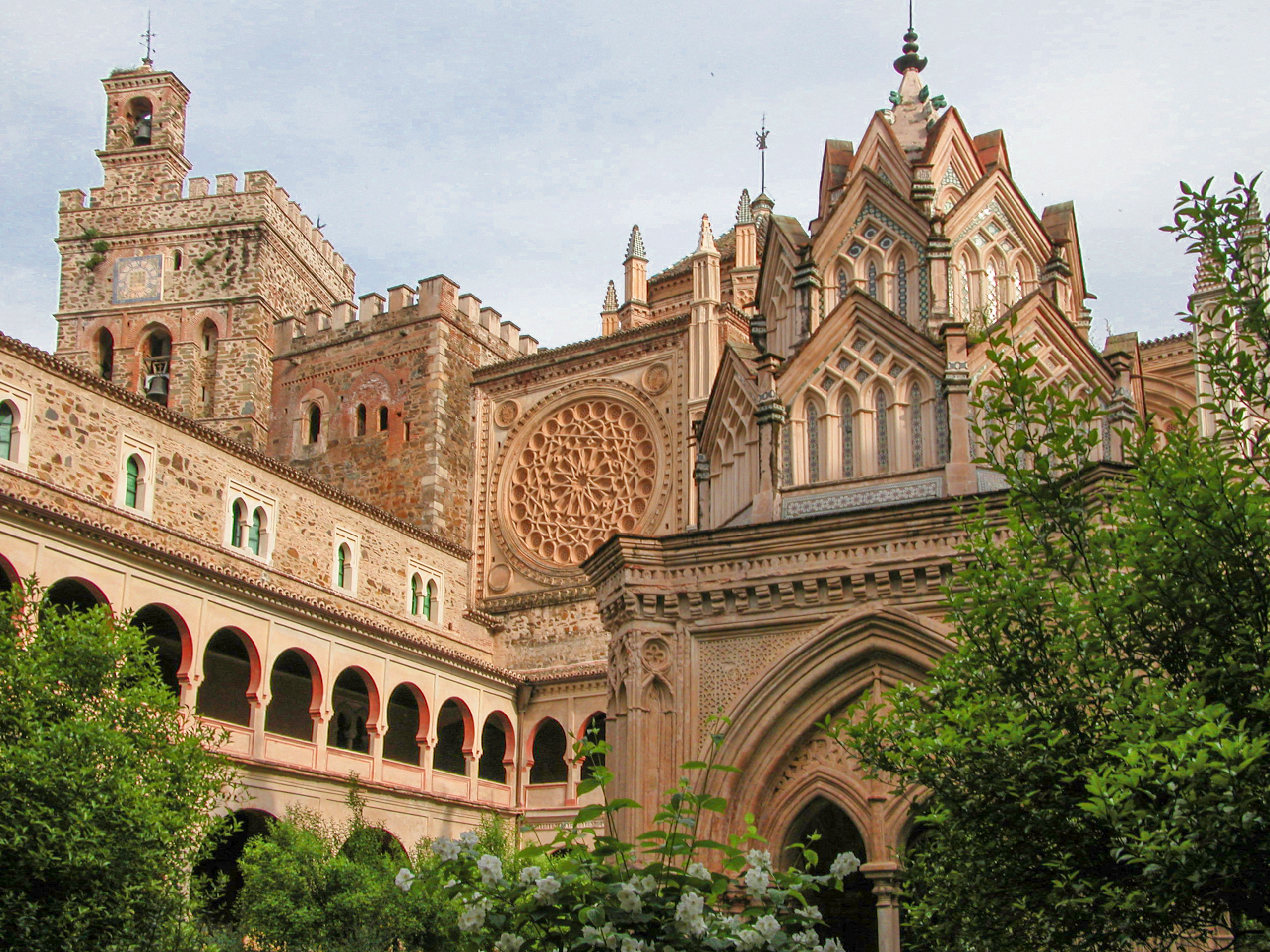
Kloostergang Nuestra Senora de Guadalupe
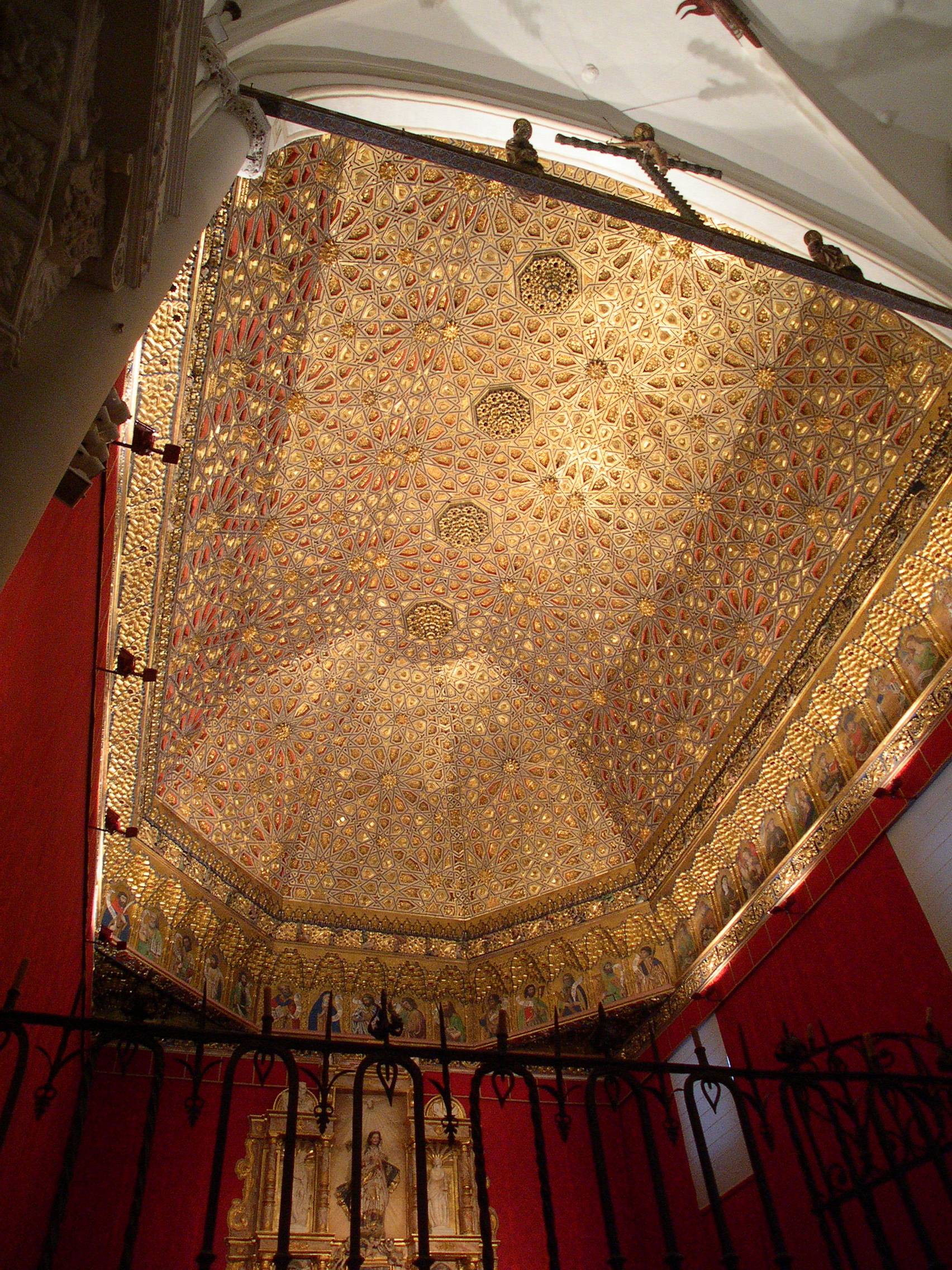
Plafond van de kapel van het Santa Claraklooster in Tordesillas
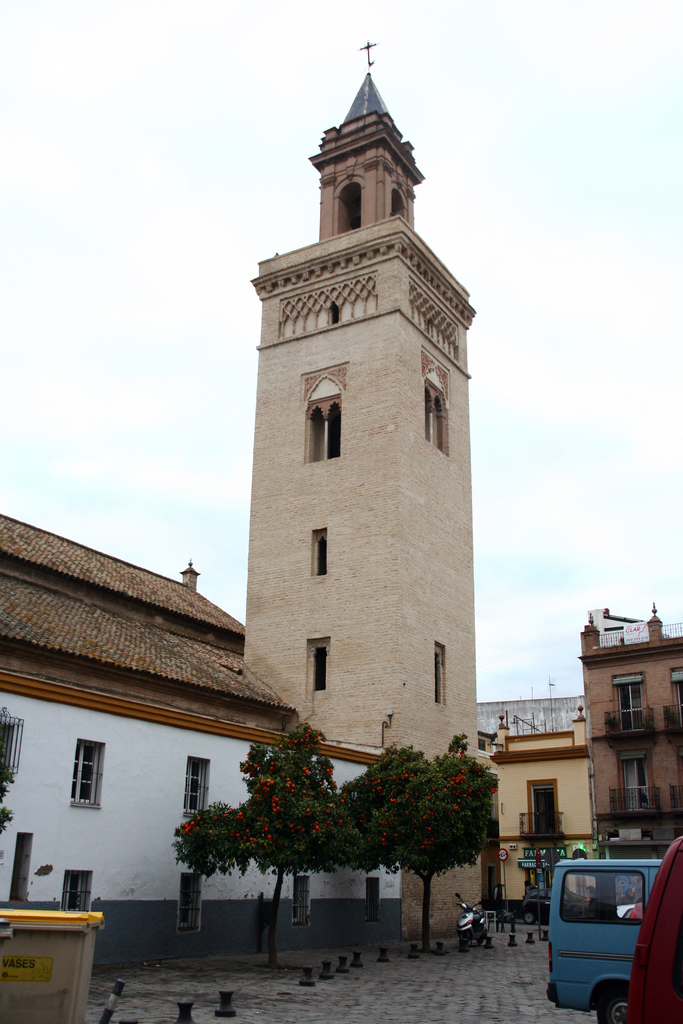
Sint-Marcuskerk in Sevilla
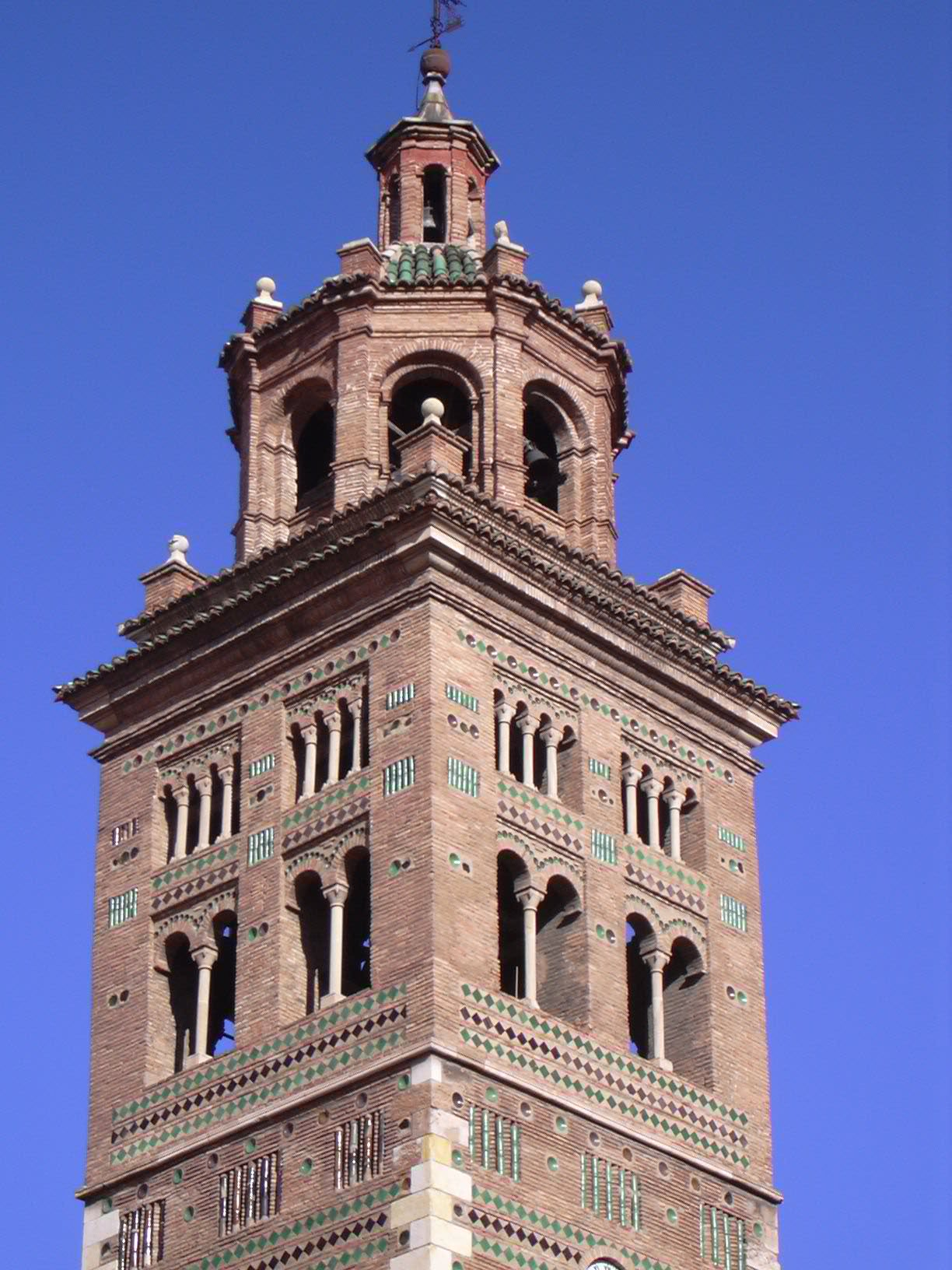
Toren van de kathedraal in Teruel
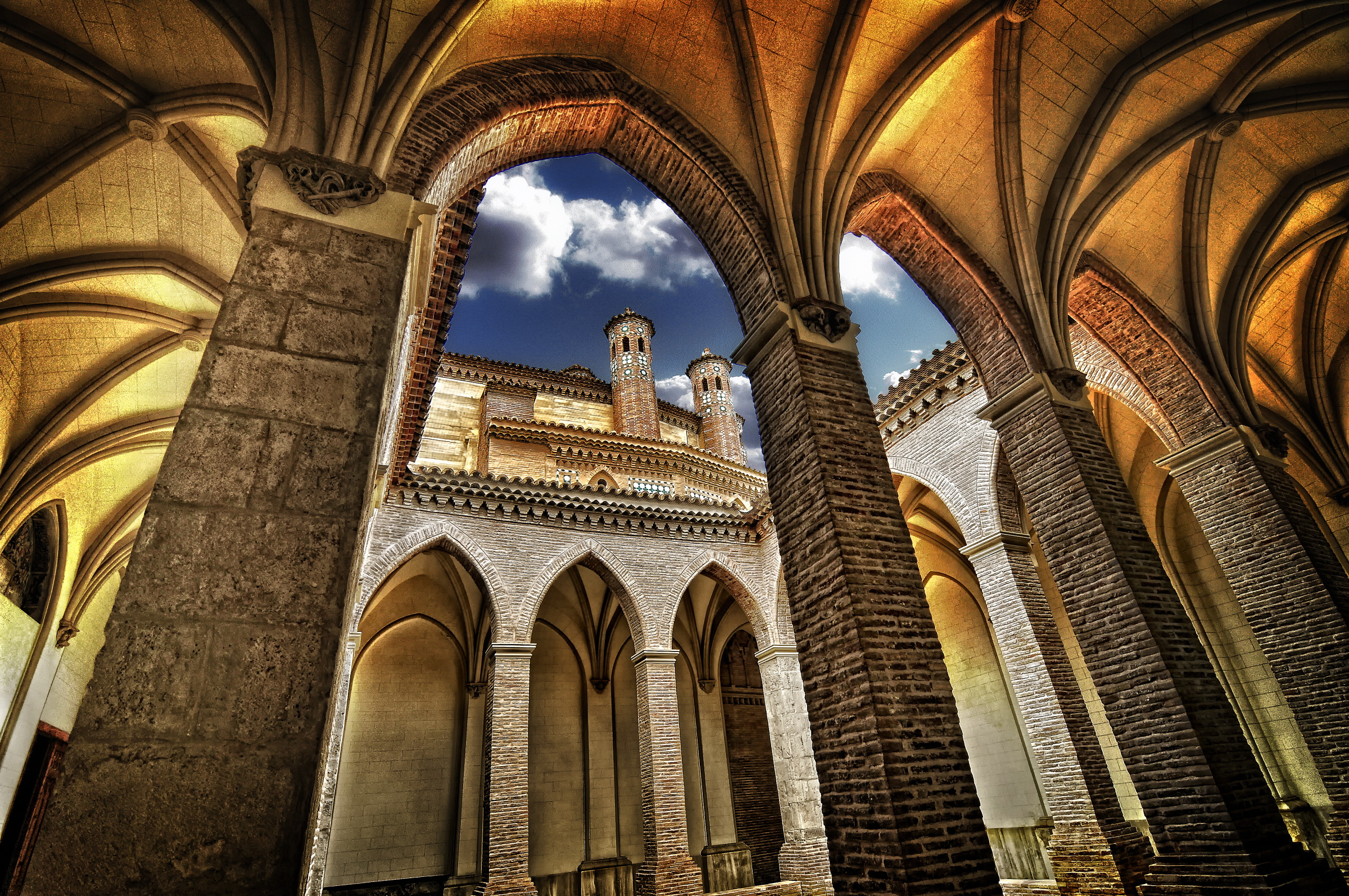
Kathedraal van Santa María de Mediavilla
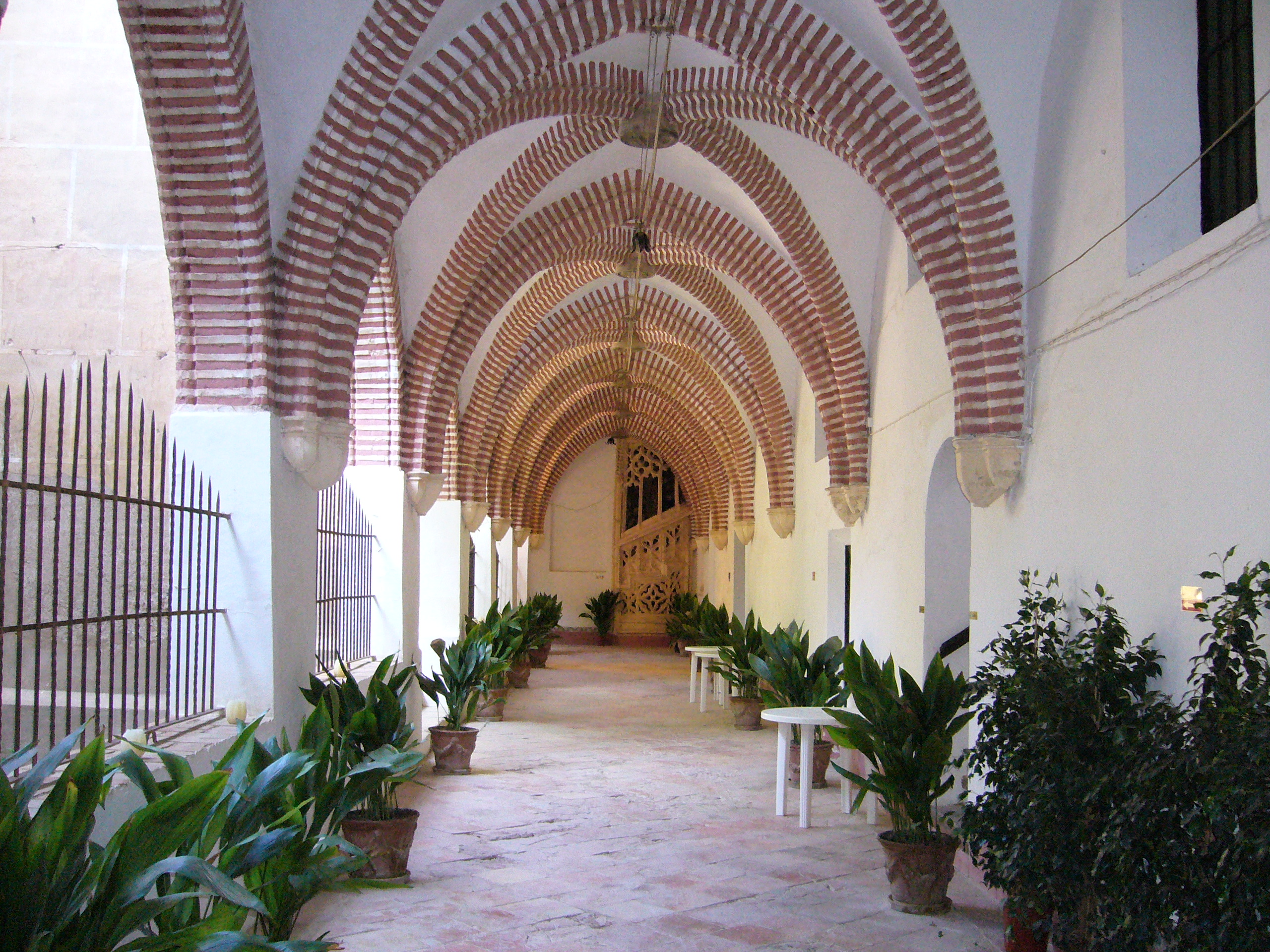
Klooster van Sant Jeroni de Cotalba in Valencia Regio